# Eupithecia mystiata
Eupithecia mystiata är en fjärilsart som beskrevs av Samuel E. Cassino 1925. Eupithecia mystiata ingår i släktet Eupithecia och familjen mätare. Inga underarter finns listade i Catalogue of Life.